# Świętoszowice

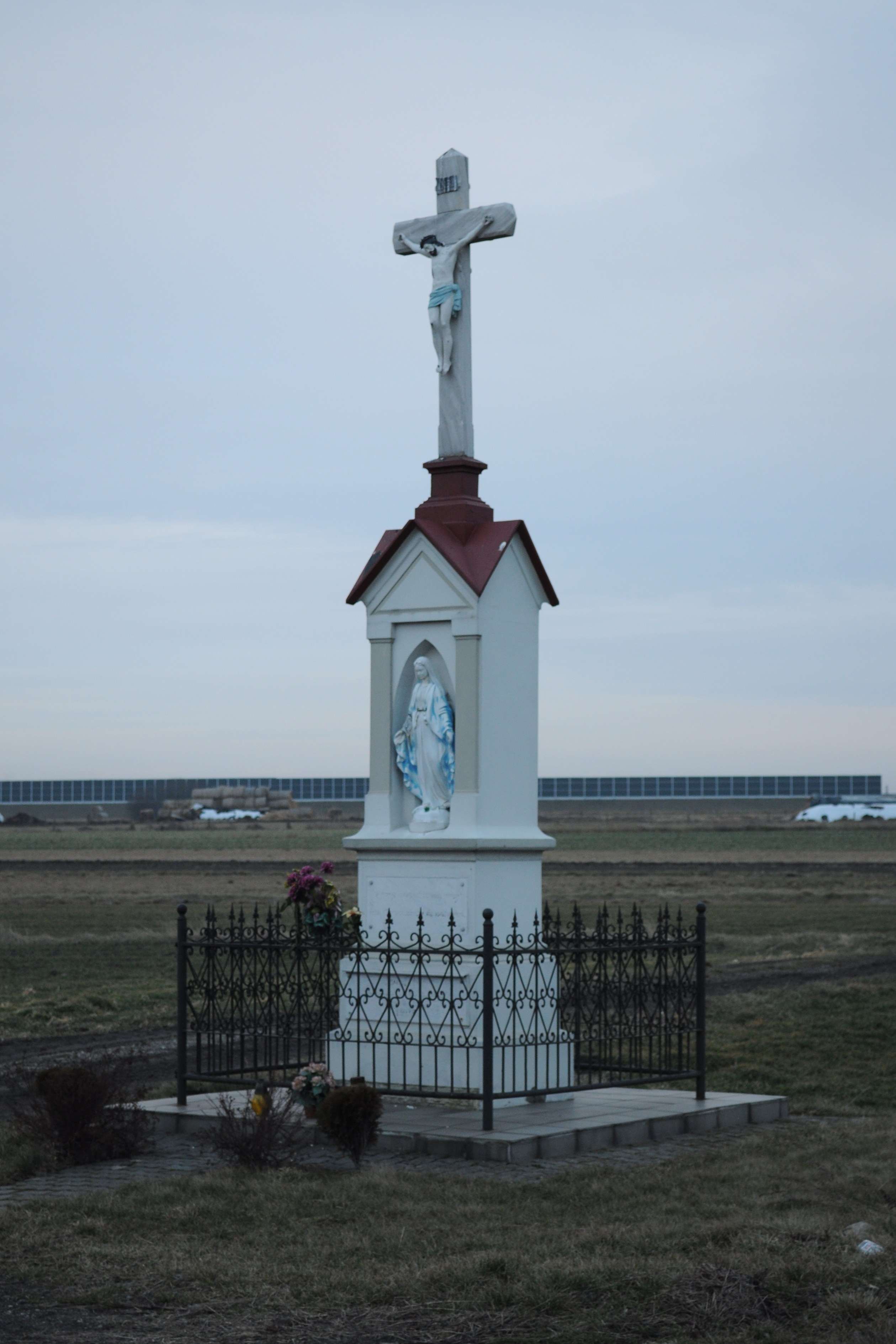
Ein Wegkreuz

Świętoszowice (deutsch Schwientoschowitz, 1936–1945 Einhof) ist eine Ortschaft in Oberschlesien. Sie liegt in der Gemeinde Zbrosławice (Broslawitz) im Powiat Tarnogórski (Kreis Tarnowitz) in der Woiwodschaft Schlesien.

## Geografie
Świętoszowice liegt sechs Kilometer südlich vom Gemeindesitz Zbrosławice, 14 Kilometer südwestlich von der Kreisstadt Tarnowskie Góry (Tarnowitz) und 24 Kilometer nordwestlich von der Woiwodschaftshauptstadt Katowice (Kattowitz).
In der Nähe verläuft die Autobahn A1.

## Geschichte
Der Ort entstand spätestens im 13. Jahrhundert und wurde 1295–1305 im Liber fundationis episcopatus Vratislaviensis (Zehntregister des Bistums Breslau) urkundlich als „villa Swentossonis“ erwähnt.
Der Ort wurde 1783 im Buch Beytrage zur Beschreibung von Schlesien als Schwintowi(t)z erwähnt, gehörte einem Herrn General von Werner und lag im Landkreis Tost und hatte 79 Einwohner, ein Vorwerk, fünf Bauern und neun Gärtner. 1818 wurde der Ort als Schwintowitz erwähnt. 1865 hatte Schwientoschowitz fünf Bauern, sieben Gärtner, acht Häusler, einen Kretscham (Gaststätte) und fünf herrschaftliche Wohnhäuser. Zur Gemeinde gehörte zudem das Vorwerk Einhof, das einst Wachow hieß. Das Dorf war nach Ziemientzitz eingeschult. Die evangelischen Einwohner gehörten zum Gleiwitzer Kirchenverband.
Bei der Volksabstimmung in Oberschlesien am 20. März 1921 stimmten 50 Wahlberechtigte für einen Verbleib bei Deutschland und 130 für eine Zugehörigkeit zu Polen. Schwientoschowitz verblieb beim Deutschen Reich. 1936 wurde der Ort in Einhof umbenannt, Einhof war zuvor der Name eines zugehörigen Vorwerks. Bis 1945 befand sich der Ort im Landkreis Tost-Gleiwitz.
1945 kam der bis dahin deutsche Ort unter polnische Verwaltung und wurde anschließend in Świętoszowice umbenannt und der Woiwodschaft Schlesien angeschlossen. 1950 kam der Ort zur Woiwodschaft Kattowitz. 1999 kam der Ort zum wiedergegründeten Powiat Tarnogórski und zur neuen Woiwodschaft Schlesien.

## Sehenswürdigkeiten
- Wegkreuze

## Wappen
Das Wappen bzw. Siegel zeigt ein Pferd, das einen Pflug hinter sich herzieht, dahinter einen Bauern mit Zügeln und einer Stockpeitsche in der Hand, zudem führt dieser den Pflug. Das Wappen weist auf den landwirtschaftlichen Charakter des Ortes hin. Das Wappen geht auf alte Siegel zurück, in der neuesten Version zeigt es Pferd und Bauer in Silber auf blauem Grund.